# Olle Forsell Schefvert
Olle Forsell Schefvert (Halmstad, 13 de agosto de 1993) es un jugador de balonmano sueco que juega de lateral izquierdo en el Rhein-Neckar Löwen. Es internacional con la selección de balonmano de Suecia.
Su primer gran campeonato con la selección fue el Campeonato Mundial de Balonmano Masculino de 2023.

## Palmarés

### IK Sävehof
- EHF Challenge Cup (1): 2014

### Rhein-Neckar Löwen
- Copa de Alemania de balonmano (1): 2023

## Clubes
| Club               | País     | Año         |
| ------------------ | -------- | ----------- |
| IK Sävehof         | Suecia   | 2012 - 2017 |
| HSG Wetzlar        | Alemania | 2017 - 2022 |
| Rhein-Neckar Löwen | Alemania | 2022 - Act. |